# جوناتان يوهانسون
جوناتان ليلبرور يوهانسون (بالفنلندية: Jonatan Johansson)‏ (مواليد 16 أغسطس 1975 في ستوكهولم) لاعب كرة قدم فنلندي دولي يجيد اللعب في خط الهجوم . يلعب حاليا لصالح نادي توركو الفنلندي منذ 2010 .

## روابط خارجية
- جوناتان يوهانسون على موقع الاتحاد الدولي (مؤرشف)  (الإنجليزية)
- جوناتان يوهانسون على موقع الاتحاد الأوربي (الإنجليزية)
- جوناتان يوهانسون على موقع قاعدة بيانات كرة القدم.إي يو (الإنجليزية)
- جوناتان يوهانسون على موقع ناشيونال فوتبول تيمز (الإنجليزية)
- جوناتان يوهانسون على موقع Soccerbase.com (لاعب) (الإنجليزية)
- جوناتان يوهانسون على موقع Soccerway.com (الإنجليزية)
- جوناتان يوهانسون على موقع عالم كرة القدم.نت (الإنجليزية)